# Лічо Джелі
Лічо Джелі (італ. Licio Gelli; *21 квітня 1919 р., Пістоя, Тоскана, Італія — †15 грудня 2015 р., Ареццо) — італійський фінансист, підприємець і літератор. Найбільш відомий своєю роллю в скандалах з банком «Амброзіано», в якому була замішана банківська система Ватикану, масонською ложею «П-2» і вибухом у Болоньї, а також відносинами з латиноамериканськими диктаторами XX століття.

## Життєпис

### 1919—1945
У 1930-і роки він був чорносорочечником і одним з італійських добровольців, які вирушили до Іспанії для участі в Громадянській війні на боці фалангістів Франсіско Франко. У роки Другої світової війни займався зв'язками фашистської Італії з Третім Рейхом, активно контактуючи з лідерами останнього. Наприкінці війни перебував в Італійській соціальній республіці Беніто Муссоліні на півночі Італії, продовжуючи залишатися лояльним режиму останнього.

### 1945—1981
Деякий час працював на фабриці, а потім відкрив власне текстильне виробництво. У 1965 р. Джелі став членом неофашистського руху.
У 1970 р. Джелі підтримав державний переворот неофашистів, йому була відведена істотна роль у планах із захоплення влади. До того ж Джелі активно брав участь у боротьбі з лівим підпіллям у Італії, неодноразово його звинувачували в організації терактів і у вбивстві активістів радикальних лівих груп. Однак, ніколи не було підтверджено звинувачення. Також багаторазово обвинувачувався пресою у тому, що його антикомуністична діяльність спонсорувалася ЦРУ США та НАТО (див. Операція «Гладіо»), але це також не було офіційно визнано. Маючи широкі зв'язки з Аргентиною, Лічо Джелі став користуватися дипломатичним імунітетом й мав кілька дипломатичних паспортів.
Одночасно Джелі стає дуже багатою та впливовою людиною, володіє віллами в Італії та у Латинській Америці, торгує лівійською нафтою й зброєю, контролює багато радіостанцій з газетами і був помічений у скандалі зі спробою вплинути на вибори Президента США (так звана «жовтнева змова»).

### Джелі в масонстві
У 1965 р. Джелі вступив в одну з римських лож «Великого сходу Італії». У 1967 р. Джелі був фактично поставлений на чолі ложі «П2» тодішнім великим майстром.
Зростаючий вплив Джелі почав турбувати тодішнього великого майстра, який наприкінці 1974 р. подав пропозицію про припинення діяльності («усипляння») ложі «П2». На конвенті «Великого сходу Італії», в грудні 1974 р. за її «усипляння» проголосували представники 400 з 406 представлених лож. У березня 1975 р. Джелі виступив із звинуваченнями великого майстра в значних фінансових злочинах, забравши свої слова назад тільки після того, як той видав патент на відновлення робіт ложі «П2», попри те, що «Великий Схід» припинив її існування лише за чотири місяці до цього. Ложа «П2» стала регулярною, членство в ній більше не було таємним, і Джелі був призначений її високоповажним майстром. У 1976 р. Джелі попросив дозволу тимчасово призупинити роботи у своїй ложі, щоб вона при цьому не була «приспана» повністю. Цей юридичний нюанс дозволив йому зберегти деяку видимість регулярності свого приватного клубу, при цьому бувши не підзвітним.
У 1976 р. «П2» була позбавлена патенту та до 1981 р. функціонувала підпільно, порушуючи законодавство Італії, що забороняє членство урядовців в таємних організаціях. Статус «масонської» ложа втрачає і переходить у розряд «диких» лож, які ніким не визнавалися (і не визнаються) та спілкування на масонському рівні з якими не ведеться.
У 1980 р. Лічо Джелі в одному з інтерв'ю проговорився щодо свого впливу у масонстві Італії. Розгнівані цією заявою брати масони ложі «Великий схід Італії» провели засідання масонського трибуналу, рішенням якого Джелі в 1981 році був виключений з ордену, а ложа «П2» закрита.
У 1980 р. поліція почала відносно Лічо Джелі слідство за обвинуваченням у серії підробок. У тому 1981 році слідчі Джуліано Туроне і Гвідо Віола провели обшук на віллі «Ванда» поблизу Ареццо, що належить Джелі. У руки поліції потрапили документи, що стали причиною найбільшого скандалу в Італії. Найбільший інтерес представляють 30 записників-досьє на великих політиків, чиновників, фінансистів, а також список ложі «П2», що включає 962 прізвища. Отримані докази дали поліції підстави заявити про контакти «П2» з мафією, терористами і міжнародними торговцями зброєю.
«П2» звинуватили в причетності до викрадення лідера ХДП Альдо Моро в 1978 р. і вибуху на вокзалі в Болоньї в 1980 році, в можливих зв'язках з ЦРУ.
Туроне та Віола склали доповідь на ім'я президента Італії, в якій повідомили, що «знайдена документація свідчить про існування таємної організації, небезпечної для державних інститутів». Список членів «П2» потрапила в особистий сейф прем'єр-міністра Арнальдо Форлані, який вирішив оприлюднити документ.

### Оприлюднення «списку Джелі» та його наслідки
20 травня 1981 р. список потрапляє в редакції газет та інформагентства. Вибухає скандал, який змів кабінет Форлані. У списку опинилися міністр праці Франко Фоскі, міністр зовнішньої торгівлі Енріко Манка, політичний секретар Італійської соціал-демократичної партії П'єтро Лонго, віце-міністр оборони Паскуале Бандлер, керівник спецслужби генерал Джузеппе Сановито, один з його співробітників генерал П'єтро Музумечі, прокурор Риму Кармело Спаньуоло, начальник генштабу адмірал Торізі, віце-президент вищої ради магістратури Уго Дезілеті, начальник канцелярії прем'єра Семпіріні, генерал Віто Мічелі, колишній глава італійської секретної служби, замішаний у спробі неофашистського перевороту в 1974 році. Крім того, в списку фігурували імена Сільвіо Берлусконі і шерег його майбутніх політичних союзників, а також членів хунти аргентинського диктатора Відели і ультраправого Аргентинського антикомуністичного альянсу.
Всього в списку фігурувало 23 депутати, 10 префектів, 6 адміралів, 7 генералів фінансової гвардії, 10 генералів корпусу карабінерів, близько ста президентів приватних і державних фірм, 47 директорів банків, великих офіцерів, відомих юристів, журналістів і політичних діячів. Під контролем «П-2» перебували 4 видавництва і 22 газети. Через 17 філій ложа контролювала майже всю територію Італії.
Джелі вдалося покинути країну. Спеціальна парламентська комісія розслідувала її минуле і знайшла цілий ряд вельми компрометуючих контактів, наприклад, за звинуваченим у фальсифікації банкіром Роберто Кальві і банкіром Мікеле Синдоною (в 1979 р. арештований у США за підробку та вбивство). Комісія зробила висновок, що діяльність «П-2» потрапляє під дію 18-ї статті конституції Італії, яка забороняє «секретні організації, що переслідують, хоча б і побічно, політичні цілі шляхом створення структури військового характеру».
Однак подальше розслідування застопорилося у зв'язку з низкою смертей. Від куль убивць гинули ключові свідки, судді, адвокати і журналісти, які проводили власні розслідування. На конвенті ложі «Великого сходу Італії», у березні 1982 р., жоден з великих офіцерів, задіяних у цьому скандалі, що не був переобраний на наступний термін.

### 1981—1995
Відбувся скандал з Мішелем Синдоною, італо-американським банкіром, асоційованим з мафією. Останній купив американський Національний Банк Франкліна, після банкрутства якого через два роки був засуджений, екстрадований до Італії і відбуваючи довічне ув'язнення був отруєний у своїй камері.
У 1982 р. Джелі був змушений втекти до Швейцарії. При спробі зняти велику суму з одного зі своїх банківських рахунків він був заарештований. Побоюючись імовірної екстрадиції на Батьківщину й суду, підкупивши охоронця, Лічо тікає з в'язниці через Францію і Монако, за допомогою своїх прихильників перебирається до Латинської Америки, де в Уругваї, Аргентині та Чилі має нерухомість і покровителів в особі місцевих диктаторів.
У 1987 р. Джелі з не зовсім зрозумілих причин повертається до Швейцарії і здається владі. Його засудили до кількох місяців ув'язнення, до того ж в період відбування покарання в Італії його також судили заочно, засудивши до тривалих термінів ув'язнення за банкрутство банку «Амброзіано» та інші зловживання. Виданий Італії, Джелі починає відбувати покарання, періодично його знову і знову судять, та засуджують до нового терміну за видачу державних секретів, контрабанду грошей і за перешкоджання розслідуванню вибуху в Болоньї.

### 1995—2015
У 1996 р. Джелі вдається домогтися деякого пом'якшення покарання, його переводять під домашній арешт. У 1998 р., побоюючись знову потрапити за ґрати, він біжить з-під арешту і переховується.
Останній раз Джелі згадувався в пресі в жовтні 2013 р., коли за масштабні фінансові махінації італійський суд конфіскував у 94-річного Джелі віллу.
Помер він на своїй віллі в Ареццо 15 грудня 2015 р..